# Suarius walsinghami
Suarius walsinghami är en insektsart som beskrevs av Navás 1914. Suarius walsinghami ingår i släktet Suarius och familjen guldögonsländor.

## Underarter
Arten delas in i följande underarter:
- S. w. orientalis
- S. w. walsinghami